# جون فورسيث (لاعب كرة قدم)
جون فورسيث (بالإنجليزية: John Forsyth)‏ (20 ديسمبر 1918 في المملكة المتحدة - 1 فبراير 1995 في المملكة المتحدة) هو لاعب كرة قدم بريطاني (وحمل سابقاً جنسية المملكة المتحدة لبريطانيا العظمى وأيرلندا) في مركز جناح ‏. لعب مع نادي دمبرتون ونادي لوتون تاون ونادي تشستر سيتي وNew Brighton A.F.C. ‏.